# 鐵磁超導體
鐵磁超導體（英語：Ferromagnetic superconductor）是指同時展現鐵磁性與超導性的材料。其最大的特性是在場冷(field cooling)過程下，沒有抗磁性。不過，材料中是否能同時存在鐵磁與超導性質的爭議仍然存在。

## 歷史
1995年，德國L. Bauernfeind、W. Widder，和H. F. Braun首先發現RuSr2GdCu2O8弱鐵磁超導。之後J. L. Tallon、朱經武博士等人的投入，使Ru-1212系統得到更多的注目與了解，並發現同一系統的RuSr2EuCu2O8亦有超導性；然而，由於樣品製作不易，超導與鐵磁性彼此的競爭與共存、自發漩渦態(Spontaneous Vortex State)等爭議仍然存在。
2000年，重費米子超導體(heavy fermion superconductors)(如銦化物CeTIn5(T = Co, Ir)亦被發現，其反鐵磁性與超導共存。

## 性質
同時存在鐵磁與超導性質。

## 材料
1.具鐵磁超導體特性的化合物包括：
1. UGe2、URhGe、與UCoGe。[5]
2. ErRh4B4、HoMo6S8。
3. 釕(稀土)銅氧化合物(RuR-1212)，如「釕鍶釓銅氧(RuSr2GdCu2O8)」[6]、「釕鍶銪銅氧(RuSr2EuCu2O8)」。
4. 重費米子超導體(heavy fermion superconductors)(如銦化物CeCoIn5、CeIrIn5)。

2.超晶格(superlattice)

此外，德國的Habermeier與Cristiani，則是利用鐵磁性化合物鑭鈣錳氧(LaCaMnO，簡稱LCMO)或鍶釕氧(SrRuO，簡稱SRO)與具超導性的化合物釔鋇銅氧(YBaCuO，簡稱YBCO)合成超晶格薄膜，再加以研究其物理性質。